# 丁世均
丁世均（： Chung Sye-kyun；1950年11月5日—），韓國政治人物，共同民主黨籍国会议员，曾任韓國國務總理和國會議長。

## 早期履历
丁世均出身於全羅北道鎮安郡，就讀全州新興高等學校，其後升讀高麗大學法學院並且擔任學生會會長，1974年畢業。他其後於纽约大学取得碩士學位、佩珀代因大學取得工商管理碩士學位，以及在2000年從慶熙大學取得博士學位。

## 生涯
- 丁世均在1996 年的国会选举中作为主要自由派反对党新政治全国代表大会的议员进入国会，代表他的家乡全罗北道鎮安郡的鎮安-茂朱-长水选区。
- 2006 年初，卢武铉总统任命丁世均为產業通商資源部长官。 [3]担任部长期间，丁世均在首尔会见了美国能源部长塞缪尔·W·博德曼[4] ，并参加了 2006 年 12 月 16 日在北京举行的五方能源部长会议，推动能源效率和清洁能源技术的发展。 [5]

### 民主党代表（2008–2010）
- 2008 年 7 月 6 日，民主党全国代表大会上，丁世均击败的竞争对手秋美爱，当选为党魁。 [6]
- 2009年7月，丁世均进行了六天绝食，抗议执政的大国家党通过的一系列媒体管制法。他于 7 月 24 日与千正培一起辞去议会席位，称这些法案无效，并表示通过“非法投票和暴力”通过立法是没有道理的。 [7] [8]约 70 名民主党议员也向丁世均递交了辞职信， [7]丁世均宣布该党将开展为期 100 天的街头抗议该法律的运动。 [9]经过一个月的抗议后，丁世均和党内其他成员于 8 月 27 日重返议会。 [10]
- 民主党在2010 年补选中表现不佳，输掉了八个议席中的五个，因此有人要求丁世均辞去党魁职务。他接受了这些要求，并于 8 月 2 日与党内其他领导人一起辞职，承担了选举失败的责任。 [11]

### 后期议员生涯（2010–2020）
- 2012年第19届国会选举中，丁世均将选区迁至钟路区，该选区是包括东大门和总统官邸青瓦台在内的重要选区。[12] 与亲朴槿惠派系、新国家党候选人洪思德对决，以52.3%的选票获胜。
- 2012年6月，他宣布参加总统大选，并参加了民主统合党初选，但最终名列第四。初选结果显示，文在寅被选为总统候选人。他曾担任文在寅总统竞选活动竞选委员会的高级顾问。 [13]
- 在2016年的第20届国会选举中，他与前首尔市长吴世勋竞争，以52.6%的得票率，吴世勋的得票率为39.7%，大幅获胜。
- 2016年6月9日在国会全体会议上举行的国会议长选举中，丁世均以287票中的274票当选国会议长，并担任第20届第1任国会议长至2018年5月29日。 [13]

### 国务总理（2020–2021）
- 2020年1月14日，經第19任總統文在寅提名，丁世均接替因參加國會議員選舉而請辭的李洛淵出任文在寅政府第二任总理。
- 2021年4月15日，向總統文在寅提出請辭。被視為此舉是為了替競選下一任的韓國總統鋪路。
- 2021年9月13日，宣布退出总统竞选。

### 卸任国务总理后
- 2022年3月，当选为盧武鉉財団（韩语）第六任会长。 [14]

## 言论
2017 年 6 月 8 日，作为韩国国会议长的丁世均访问日本。对日本首相安倍晋三等人进行了表示敬意的访问。在与众议院议长大岛理森会谈时，他要求确保 2018 年平昌奥运会举办时的日本游客数量，并做出了 “如果游客数量少，2020 年东京奥运会将不会允许一名韩国人参加” 等不按常理的发言。
2021 年 5 月 26 日，丁世均认为，东京奥运会残奥会组织委员会的主页上的日本地图上显示独岛（日本称竹岛）存在问题。他在社交媒体上要求删除，并表示如果不答应，将采取包括不参加奥运会在内的手段。

## 轶事
丁世均的名字在韩语中的写法与“细菌”相同，因此他的昵称是“细菌人”（面包超人的角色）。担任国会议长期间，他的办公室的桌子上一直保留着一个熟人送的细菌人娃娃。 

## 選舉履歷
| 年度 | 選舉屆數       | 選舉區                              | 所屬政黨       | 得票數 | 得票率 | 當選標記 | 備註 |
| ---- | -------------- | ----------------------------------- | -------------- | ------ | ------ | -------- | ---- |
| 1996 | 第15屆國會選舉 | 全罗北道镇安郡·茂朱郡·長水郡        | 新政治國民會議 | 36,176 | 68.86% |          |      |
| 2000 | 第16屆國會選舉 | 全罗北道镇安郡·茂朱郡·長水郡        | 新千年民主党   | 34,165 | 65.14% |          |      |
| 2004 | 第17屆國會選舉 | 全罗北道镇安郡·茂朱郡·長水郡·任實郡 | 开放国民党     | 45,475 | 78.08% |          |      |
| 2008 | 第18屆國會選舉 | 全罗北道镇安郡·茂朱郡·長水郡·任實郡 | 統合民主黨     | 35,566 | 74%    |          |      |
| 2012 | 第19屆國會選舉 | 首尔鐘路區                          | 民主統合黨     | 41,732 | 52.26% |          |      |
| 2016 | 第20屆國會選舉 | 首尔鐘路區                          | 共同民主党     | 44,342 | 52.60% |          |      |